# 시리아 (지역)
시리아(상형 루위아어: 𔒂𔒠 Sura/i; 그리스어: Συρία) 또는 샴(아랍어: ٱلشَّام ash-Shām[*])은 일반적으로 레반트와 같은 의미를 지닌 지중해 동쪽 서아시아의 역사적 지역의 이름이다. 다른 동의어로는 시리아-팔레스타인, 대시리아가 있다. 시리아의 지역적 경계는 역사에 따라 변했으며, 오늘날 "시리아"는 시리아 아랍 공화국을 가리키는 데 사용한다.
"시리아"라는 용어는 오늘날 이라크 지역인 메소포타미아 북부에서 발달한 문명 아시리아에서 기원했다. 헬레니즘 문명 때에 시리아는 레반트 전체 지역을 가리키는 용어로서 코엘레 시리아로 불렸다. 고대 로마가 정복한 이후 시리아는 시리아 속주를 가리키는 명칭이었고, 이후 시리아 속주는 코엘레 시리아, 포에니케 속주, 시리아 팔레스티나 속주로 나누어졌다. 동로마 제국이 지배할 때는 코엘레 시리아에서 시리아 프리마 속주와 시리아 세쿤다 속주가 분리되었다. 무슬림의 레반트 정복 이후 시리아라는 용어는 동일한 의미의 아랍어인 "샴"(Shām)으로 대체되었고, 정통 칼리파, 우마이야 칼리파국, 아바스 칼리파국, 파티마 칼리파국의 지배 동안 빌라드 알샴이 시리아 지역 대부분을 포괄하는 행정구역이었다. 19세기 "시리아"라는 명칭은 수리야(Suriyah) 또는 더 현대적인 명칭인 수리이야(Suriyya)라는 명칭으로 아랍어에서 빌라드 알샴 지역 전체를 가리키는 단어로 부활했다.
제1차 세계 대전 이후 이 지역의 경계는 프랑스와 영국의 의무 협정에 의한 선언과 그 후의 협정을 통해 마지막으로 정의되었다. 제1차 세계 대전 이후 이 지역은 프랑스가 지배하는 위임통치령 시리아 하의 대레바논과 영국이 지배하는 팔레스타인 위임통치령과 트란스요르단 토후국으로 분리되었다. 시리아라는 이름 자체는 동시대 프랑스 위임통치를 받던 시리아 자치주 연방이나 1920년 프랑스의 지배에 대항해 파이살 1세가 세운 시리아 아랍 왕국 등에서 계속 사용되었다. 이후 프랑스 위임통치령 시리아의 각 정체는 레바논을 제외하고 1936년까지 시리아국으로 통일되었으며, 이후 1946년 시리아는 프랑스의 지배로부터 독립하였다. 이후 시리아라는 이름은 시리아 아랍 공화국을 가리키는데 사용되고 있지만, 일부 시리아 정당이나 조직, 단체들은 "대시리아"를 이념으로 내세우며 활동하고 있다.

## 용어
여러 출처에 따르면, 시리아(Syria)라는 이름 자체는 루위아어(Luwian)의 "Sura/i"에서 유래하였으며, 고대 그리스어 이름인 Σύριοι(Sýrioi) 또는 Σύροι(Sýroi) 또한 원래는 북메소포타미아의 아시리아(Aššūrāyu)에서 유래한 것이다. 이 지역은 오늘날 이라크 북부와 광의의 시리아 지역에 해당한다. 기원전 5세기의 역사가 헤로도토스에게 있어 시리아는 북쪽으로는 할뤼스 강(현대의 키질이르마크강)까지, 남쪽으로는 아라비아와 이집트까지 뻗어 있었다. 플리니우스와 폼포니우스 멜라에게는 시리아가 비옥한 초승달 지대를 전부 포함하는 지역이었다.
후기 고대에 이르러 "시리아"는 동지중해, 유프라테스강 서쪽, 아라비아 사막 북쪽, 토로스산맥 남쪽에 위치한 지역을 의미하게 되었다. 이는 현대의 시리아, 레바논, 요르단, 이스라엘, 팔레스타인뿐 아니라 튀르키예 남부의 하타이주와 아나톨리아 동남부 지역의 서쪽 절반을 포함하는 범위였다. 이 시기의 정의는 고전 아랍어로 ‘아시샴’(Arabic: ٱلشَّام /ʔaʃ-ʃaːm/, 북쪽 [나라]를 의미함, 어근 šʔm Arabic: شَأْم은 ‘왼쪽, 북쪽’을 뜻함)으로 불렸던 지역과 같다.
7세기 이슬람의 동로마령 시리아 정복 이후, 시리아라는 이름은 지역 내에서 주된 명칭으로는 사용되지 않게 되었고, 그 대신 아랍어 이름인 샴(Shām)이 쓰이게 되었다. 그러나 동로마 제국 외에 서유럽, 시리아계 기독교 문헌에서는 원래의 시리아라는 이름이 계속 사용되었다. 19세기 들어 시리아라는 이름은 아랍어 형태로 다시 부활하여, 전체 ‘빌라드 알샴’ 지역을 지칭하는 명칭으로 사용되었으며, 이는 수리야(Suriyah) 또는 현대 아랍어 형태인 수리야(Suriyya)로 불렸다. 이후 ‘빌라드 알샴’이라는 명칭은 점차 사용되지 않게 되었고, 수리야가 이를 대체하게 되었다.
가장 일반적인 역사적 의미에서 '시리아'는 알렉산드레타와 고대 도시 안티오크를 포함한 북레반트 전체를 가리키며, 확장된 의미로는 아이깁투스까지 이어지는 전체 레반트 지역과 메소포타미아까지 포함한다. "대시리아(Greater Syria, 아랍어: سُورِيَّة ٱلْكُبْرَىٰ, Sūrīyah al-Kubrā)"는 "자연적 시리아(Natural Syria, سُورِيَّة ٱلطَّبِيعِيَّة, Sūrīyah aṭ-Ṭabīʿīyah)" 또는 "북부 땅(Northern Land, بِلَاد ٱلشَّام, Bilād ash-Shām)"이라고도 불린다. 이는 중세 이슬람 칼리파국의 빌라드 알샴(Bilad al-Sham) 행정 구역에 해당하는 지역으로, 동지중해(레반트)와 서메소포타미아를 포함한다.  7세기 무슬림의 레반트 정복 이후 이 지역은 하나의 행정 구역으로 통합되었으며, 대체로 이러한 개념과 겹친다. 다른 자료들에 따르면, "대시리아"라는 용어는 1516년 이후 오스만 제국 치하에서 사용되기 시작했으며, 오늘날의 이스라엘, 팔레스타인, 시리아, 요르단, 레바논 일대를 가리키기 위한 것이었다.
'시리아'라는 지명의 범위가 명확하지 않은 데에는, 발음이 유사한 '시리아(Syria)'와 '아시리아(Assyria)' 사이의 어원적 혼란이 원인으로 지적된다. 이 두 이름이 어원적으로 동일한지에 대한 문제는 오늘날까지도 결론이 나지 않았다. 어원과 상관없이, 헤로도토스 시대에는 두 지명이 혼용되어 사용되었던 것으로 보인다. 그러나 로마 제국 시기부터는 '시리아'와 '아시리아'가 각각 로마 시리아(Roman Syria)와 로마 아시리아(Roman Assyria)로 분리되어 사용되기 시작했다.
킬리브루(Killebrew)와 슈타이너(Steiner)는 레반트 전체를 시리아 지역으로 간주하면서 그 경계를 다음과 같이 제시했다: 서쪽으로는 지중해, 남쪽으로는 아라비아 사막, 동쪽으로는 메소포타미아, 북쪽으로는 아나톨리아의 토로스 산맥. 무슬림 지리학자 무함마드 알-이드리시(Muhammad al-Idrisi)는 1150년경 이 지역을 여행하며, 빌라드 알샴의 북부 지역을 다음과 같이 기술했다:
레반트해에는 두 개의 섬, 로도스(Rhodes)와 키프로스(Cyprus)가 있으며, 레반트의 육지에는 안타르수스(Antarsus), 라오디케(Laodice), 안티오크(Antioch), 옵수헤스티아(Mopsuhestia), 아다나(Adana), 아나자르부스(Anazarbus), 타르수스(Tarsus), 키르케시움(Circesium), 하므르타쉬(Ḥamrtash), 안탈리아(Antalya), 알바티라(al-Batira), 알미라(al-Mira), 마크리(Macri), 아스트로볼리(Astroboli)가 있다. 내륙 지역에는 아파메아(Apamea), 살라미야(Salamiya), 킨나스린(Qinnasrin), 알카스텔(al-Castel), 알레포(Aleppo), 레사파(Resafa), 라카(Raqqa), 라피카(Rafeqa), 알지스르(al-Jisr), 맘비즈(Manbij), 마르아슈(Mar'ash), 사루즈(Saruj), 하란(Ḥarran), 에데사(Edessa), 알하다트(Al-Ḥadath), 사모사타(Samosata), 말라티야(Malatiya), 후스 만수르(Ḥusn Mansur), 자바트라(Zabatra), 제르순(Jersoon), 알린(al-Leen), 알베단두르(al-Bedandour), 키라(Cirra), 툴렙(Touleb)이 포함된다.

## 같이 보기
- 마슈리크
- 레반트
- 십자군 국가
- 중동
- 비옥한 초승달 지대